# Viktor Maslov
Viktor Aleksandrovič Maslov (in russo Виктор Александрович Маслов?; Mosca, 27 aprile 1910 – Mosca, 11 maggio 1977) è stato un allenatore di calcio e calciatore sovietico,.
È conosciuto per aver vinto molti titoli in patria, sei coppe dell'URSS alla guida di Torpedo Mosca, Dinamo Kiev e Ararat e quattro campionati sovietici con la Torpedo Mosca e la Dinamo Kiev. È considerato come uno dei più innovativi ed influenti allenatori di sempre ed è ritenuto come l'inventore del modulo 4-4-2, oltre a essere ritenuto come l'inventore della nozione di pressing che, secondo le parole dello scrittore Jonathan Wilson, «può essere visto come la nascita del calcio moderno.»

## Carriera
Calciatore sovietico tra gli anni trenta e la seconda guerra mondiale (1930-1942), dal 1945 inizia l'attività vera e propria di allenatore, dopo esser rimasto fermo tre anni a causa della guerra. Il primo campionato della Torpedo Mosca, in massima serie, è chiuso al terzo posto. Arriva poi al quarto posto nel 1946 e al quinto nelle due stagioni seguenti, raggiungendo la semifinale (1947) e la finale (1948) di Coppa dell'URSS. Nel 1949 siede sulla panchina del Torpedo Gorkij, club di seconda serie. Alla sua seconda stagione, ottiene il secondo posto in seconda divisione e di conseguenza la promozione nella prima divisione sovietica. Approdato in prima serie, il club è subito retrocesso nel campionato del 1951 arrivando all'ultimo posto della graduatoria. Maslov torna alla Torpedo Mosca l'anno successivo: nel 1952 arriva a metà classifica in campionato, ma vince la Coppa dell'URSS, il suo primo titolo in carriera: il 2 novembre 1952 batte lo Spartak Mosca per 1-0. Resta alla Torpedo anche nell'annata 1953. Nel biennio seguente allena la scuola calcistica del Torpedo Mosca (FShM), quindi passa al Kishinev, club di prima divisione sovietica nel 1956.
Tra il 1957 e il 1961 torna sulla panchina della Torpedo Mosca: nel 1960 vince il campionato sovietico davanti a Dinamo Kiev e Dinamo Mosca nel girone finale del torneo. Nello stesso anno vince anche la Coppa sovietica, superando la Dinamo Tbilisi ai supplementari per 4-3. È la prima storica doppietta per la Torpedo Mosca. Nella stagione seguente, Maslov vince il proprio girone con la Torpedo Mosca e disputa il girone finale per la vittoria finale del campionato 1961: termina il torneo quattro punti dietro la Dinamo Kiev. Nella finale di Coppa dell'URSS, la Torpedo Mosca cede 3-1 contro lo Šachtyor Stalino. Nel biennio 1962-1963 guida lo SKA Rostov, quindi nel 1964 si trasferisce a Kiev per allenare la Dinamo: vince tre campionati consecutivi tra il 1966 e il 1968, la coppa sovietica del 1964 e quella del 1966. Dopo anni di successi, nel 1970 lascia la Dinamo Kiev e torna nuovamente sulla panchina della Torpedo Mosca. Nel 1972 vince la sua quinta coppa sovietica, la terza alla guida della Torpedo Mosca a distanza di vent'anni dalla prima, in finale contro lo Spartak Mosca: la prima finale si chiudo sullo 0-0, la ripetizione finisce 1-1 ed è vinta ai rigori per 5-1 dal club guidato da Maslov. Nel 1975 passa all'Ararat: arriva quinto in campionato e vince per la sesta volta la Coppa dell'URSS, questa volta contro lo Zorja per 1-0.
Nel 1958 riceve l'Ordine della Bandiera rossa del lavoro.

## Statistiche da allenatore

### Club
In grassetto le competizioni vinte.
| Stagione               | Squadra                | Campionato             | Campionato | Campionato | Campionato | Campionato | Coppe nazionali | Coppe nazionali | Coppe nazionali | Coppe nazionali | Coppe nazionali | Coppe continentali | Coppe continentali | Coppe continentali | Coppe continentali | Coppe continentali | Altre coppe | Altre coppe | Altre coppe | Altre coppe | Altre coppe | Totale | Totale | Totale | Totale | Vittorie % | Piazzamento |
| Stagione               | Squadra                | Comp                   | G          | V          | N          | P          | Comp            | G               | V               | N               | P               | Comp               | G                  | V                  | N                  | P                  | Comp        | G           | V           | N           | P           | G      | V      | N      | P      | %          | Piazzamento |
| ---------------------- | ---------------------- | ---------------------- | ---------- | ---------- | ---------- | ---------- | --------------- | --------------- | --------------- | --------------- | --------------- | ------------------ | ------------------ | ------------------ | ------------------ | ------------------ | ----------- | ----------- | ----------- | ----------- | ----------- | ------ | ------ | ------ | ------ | ---------- | ----------- |
| 1945                   | Torpedo Mosca          | PG                     | 12+        | 8+         | 2+         | 2+         | CUS             | 2               | 1               | 0               | 1               | -                  | -                  | -                  | -                  | -                  | -           | -           | -           | -           | -           | 14     | 9      | 2      | 3      | 64,29      | esonerato   |
| 1946                   | Torpedo Mosca          | PG                     | 22         | 11         | 5          | 6          | CUS             | 3               | 2               | 0               | 1               | -                  | -                  | -                  | -                  | -                  | -           | -           | -           | -           | -           | 25     | 13     | 5      | 7      | 52,00      | 4°          |
| 1947                   | Torpedo Mosca          | PG                     | 24         | 9          | 6          | 9          | CUS             | 4               | 3               | 0               | 1               | -                  | -                  | -                  | -                  | -                  | -           | -           | -           | -           | -           | 28     | 12     | 6      | 10     | 42,86      | 5°          |
| 1948                   | Torpedo Mosca          | PG                     | 26         | 15         | 3          | 8          | CUS             | 3               | 2               | 0               | 1               | -                  | -                  | -                  | -                  | -                  | -           | -           | -           | -           | -           | 29     | 17     | 3      | 9      | 58,62      | 5°          |
| 1949                   | Torpedo Gor'kij        | VTA                    | 24         | 14         | 5          | 5          | CUS             | 6               | 3               | 2               | 1               | -                  | -                  | -                  | -                  | -                  | -           | -           | -           | -           | -           | 30     | 17     | 7      | 6      | 56,67      | 3°          |
| 1950                   | Torpedo Gor'kij        | KB                     | 26         | 11         | 12         | 3          | CUS             | 2               | 1               | 0               | 1               | -                  | -                  | -                  | -                  | -                  | -           | -           | -           | -           | -           | 28     | 12     | 12     | 4      | 42,86      | 2°          |
| 1951                   | Torpedo Gor'kij        | KA                     | 28         | 4          | 6          | 18         | CUS             | 2               | 1               | 0               | 1               | -                  | -                  | -                  | -                  | -                  | -           | -           | -           | -           | -           | 30     | 5      | 6      | 19     | 16,67      | 15°         |
| Totale Torpedo Gor'kij | Totale Torpedo Gor'kij | Totale Torpedo Gor'kij | 68         | 29         | 23         | 26         |                 | 10              | 5               | 2               | 3               |                    | -                  | -                  | -                  | -                  |             | -           | -           | -           | -           | 78     | 34     | 25     | 29     | 43,59      |             |
| 1952                   | Torpedo Mosca          | KA                     | 13         | 3          | 6          | 4          | CUS             | 7               | 6               | 1               | 0               | -                  | -                  | -                  | -                  | -                  | -           | -           | -           | -           | -           | 20     | 9      | 7      | 4      | 45,00      | 10°         |
| 1953                   | Torpedo Mosca          | KA                     | 20         | 11         | 3          | 6          | CUS             | 2               | 1               | 0               | 1               | -                  | -                  | -                  | -                  | -                  | -           | -           | -           | -           | -           | 22     | 12     | 3      | 7      | 54,55      | 3°          |
| 1956                   | Burevestnik Kishinev   | KA                     | 22         | 9          | 5          | 8          | -               | -               | -               | -               | -               | -                  | -                  | -                  | -                  | -                  | -           | -           | -           | -           | -           | 22     | 9      | 5      | 8      | 40,91      | 6°          |
| 1957                   | Torpedo Mosca          | KA                     | 22         | 11         | 6          | 5          | CUS             | 4               | 3               | 0               | 1               | -                  | -                  | -                  | -                  | -                  | -           | -           | -           | -           | -           | 26     | 14     | 6      | 6      | 53,85      | 2°          |
| 1958                   | Torpedo Mosca          | KA                     | 22         | 7          | 8          | 7          | CUS             | 4               | 3               | 0               | 1               | -                  | -                  | -                  | -                  | -                  | -           | -           | -           | -           | -           | 26     | 10     | 8      | 8      | 38,46      | 7°          |
| 1959                   | Torpedo Mosca          | KA                     | 22         | 11         | 3          | 8          | -               | -               | -               | -               | -               | -                  | -                  | -                  | -                  | -                  | -           | -           | -           | -           | -           | 22     | 11     | 3      | 8      | 50,00      | 5°          |
| 1960                   | Torpedo Mosca          | KA                     | 30         | 20         | 5          | 5          | CUS             | 5               | 5               | 0               | 0               | -                  | -                  | -                  | -                  | -                  | -           | -           | -           | -           | -           | 35     | 25     | 5      | 5      | 71,43      | 1°          |
| 1961                   | Torpedo Mosca          | KA                     | 30         | 19         | 3          | 8          | CUS             | 6               | 5               | 0               | 1               | -                  | -                  | -                  | -                  | -                  | -           | -           | -           | -           | -           | 36     | 24     | 3      | 9      | 66,67      | 2°          |
| 1962                   | SKA Rostov             | KA                     | 42         | 10         | 17         | 15         | CUS             | 3               | 2               | 0               | 1               | -                  | -                  | -                  | -                  | -                  | -           | -           | -           | -           | -           | 45     | 12     | 17     | 16     | 26,67      | 9°          |
| 1963                   | SKA Rostov             | PGA                    | 38         | 20         | 7          | 11         | CUS             | 1               | 0               | 0               | 1               | -                  | -                  | -                  | -                  | -                  | -           | -           | -           | -           | -           | 39     | 20     | 7      | 12     | 51,28      | 4°          |
| Totale SKA Rostov      | Totale SKA Rostov      | Totale SKA Rostov      | 80         | 30         | 24         | 26         |                 | 4               | 2               | 0               | 2               |                    | -                  | -                  | -                  | -                  |             | -           | -           | -           | -           | 84     | 32     | 24     | 28     | 38,10      |             |
| 1964                   | Dinamo Kiev            | PL                     | 32         | 10         | 16         | 6          | CUS             | 6               | 5               | 1               | 0               | -                  | -                  | -                  | -                  | -                  | -           | -           | -           | -           | -           | 38     | 15     | 17     | 6      | 39,47      | 6°          |
| 1965                   | Dinamo Kiev            | PGA                    | 32         | 22         | 6          | 4          | CUS             | 1               | 0               | 0               | 1               | -                  | -                  | -                  | -                  | -                  | -           | -           | -           | -           | -           | 33     | 22     | 6      | 5      | 66,67      | 2°          |
| 1966                   | Dinamo Kiev            | PGA                    | 36         | 23         | 10         | 3          | CUS             | 5               | 5               | 0               | 0               | CdC                | 6                  | 4                  | 1                  | 1                  | -           | -           | -           | -           | -           | 47     | 32     | 11     | 4      | 68,09      | 1°          |
| 1967                   | Dinamo Kiev            | PGA                    | 36         | 21         | 12         | 3          | CUS             | 2               | 1               | 0               | 1               | -                  | -                  | -                  | -                  | -                  | -           | -           | -           | -           | -           | 38     | 22     | 12     | 4      | 57,89      | 1°          |
| 1968                   | Dinamo Kiev            | PGA                    | 36         | 21         | 15         | 2          | CUS             | 2               | 1               | 0               | 1               | CC                 | 4                  | 1                  | 2                  | 1                  | -           | -           | -           | -           | -           | 42     | 23     | 17     | 4      | 54,76      | 1°          |
| 1969                   | Dinamo Kiev            | PGA                    | 26         | 16         | 7          | 3          | CUS             | 3               | 2               | 0               | 1               | CC                 | -                  | -                  | -                  | -                  | -           | -           | -           | -           | -           | 29     | 18     | 7      | 4      | 62,07      | 2°          |
| 1970                   | Dinamo Kiev            | VGA                    | 32         | 14         | 5          | 13         | CUS             | 6               | 4               | 0               | 2               | CC                 | 4                  | 2                  | 1                  | 1                  | -           | -           | -           | -           | -           | 42     | 20     | 6      | 16     | 47,62      | 7°          |
| Totale Dinamo Kiev     | Totale Dinamo Kiev     | Totale Dinamo Kiev     | 230        | 127        | 71         | 34         |                 | 25              | 18              | 1               | 6               |                    | 14                 | 7                  | 4                  | 3                  |             | -           | -           | -           | -           | 269    | 152    | 76     | 43     | 56,51      |             |
| 1971                   | Torpedo Mosca          | VL                     | 30         | 4          | 20         | 6          | CUS             | 4               | 3               | 0               | 1               | -                  | -                  | -                  | -                  | -                  | -           | -           | -           | -           | -           | 34     | 7      | 20     | 7      | 20,59      | 7°          |
| 1972                   | Torpedo Mosca          | VL                     | 30         | 11         | 9          | 10         | CUS             | 10              | 6               | 4               | 0               | -                  | -                  | -                  | -                  | -                  | -           | -           | -           | -           | -           | 40     | 17     | 13     | 10     | 42,50      | 9°          |
| 1973                   | Torpedo Mosca          | VL                     | 30         | 9          | 8          | 13         | CUS             | 2               | 0               | 2               | 0               | CdC                | 2                  | 0                  | 1                  | 1                  | -           | -           | -           | -           | -           | 34     | 9      | 11     | 14     | 26,47      | 13°         |
| Totale Torpedo Mosca   | Totale Torpedo Mosca   | Totale Torpedo Mosca   | 333+       | 149+       | 87+        | 99+        |                 | 56              | 40              | 7               | 9               |                    | 2                  | 0                  | 1                  | 1                  |             | -           | -           | -           | -           | 391    | 189    | 97     | 109    | 48,34      |             |
| 1975                   | Ararat                 | VL                     | 30         | 15         | 4          | 11         | CUS             | 5               | 4               | 1               | 0               | CC                 | 2                  | 1                  | 0                  | 1                  | -           | -           | -           | -           | -           | 37     | 20     | 5      | 12     | 54,05      | 5°          |
| Totale carriera        | Totale carriera        | Totale carriera        | 763+       | 359+       | 214+       | 190+       |                 | 100             | 69              | 11              | 20              |                    | 18                 | 8                  | 5                  | 5                  |             | -           | -           | -           | -           | 881    | 436    | 230    | 215    | 49,49      |             |

## Palmarès

### Club

#### Competizioni nazionali
- Campionato sovietico: 4

Torpedo Mosca: 1960
Dinamo Kiev: 1966, 1967, 1968
- Coppa dell'URSS: 6  (record condiviso con Valeri Lobanovski)

Torpedo Mosca: 1952, 1959-1960, 1972
Dinamo Kiev: 1964, 1965-1966
Ararat: 1975

### Videografia
- Federico Ferri e Federico Buffa, Storie Mondiali: Diegooooooooo! (1986), Sky Sport, 2014.